# Хольст, Маркус
Маркус Хольст (эст. Markus Holst; 18 января 1991, Таллин) — эстонский футболист, защитник.

## Биография
Воспитанник клуба «Реал» (Таллин). В 2007 году сыграл свои первые матчи на взрослом уровне за команду третьей лиги Эстонии «Кайтселийт Калев-2». В следующем сезоне вернулся на юниорский уровень, выступая за «Реал», а также за команду «Нымме Калью» до 19 лет.
В 2009 году перешёл в таллинскую «Левадию». Первый матч за основной состав клуба сыграл в рамках 1/32 финала Кубка Эстонии 11 августа 2009 года против «Алко» (Кохтла-Ярве). В высшей лиге дебютировал только через два года, 16 апреля 2011 года в матче против «Транса», заменив в перерыве Повиласа Шарунаса. Всего за два с половиной года сыграл за «Левадию» два матча в чемпионате и две игры в Кубке Эстонии, а также один матч в Лиге Европы в 2011 году против люксембургского клуба «Дифферданж». За второй состав «Левадии» провёл около 70 матчей в первой лиге. Во второй половине 2011 года играл на правах аренды за «Пайде ЛМ» в высшей лиге, в следующем сезоне не выступал в официальных соревнованиях.
В 2013 году вернулся в «Пайде ЛМ» и провёл в клубе полтора сезона. 27 апреля 2013 года в матче против «Левадии» забил свой первый гол в высшем дивизионе. В сезоне 2014/15 играл в четвёртом дивизионе Швейцарии за клуб «Конкордия» (Лозанна), после чего завершил спортивную карьеру.
Всего в высшей лиге Эстонии сыграл 57 матчей и забил 3 гола.
Выступал за юниорскую и олимпийскую сборную Эстонии.